# Гондола

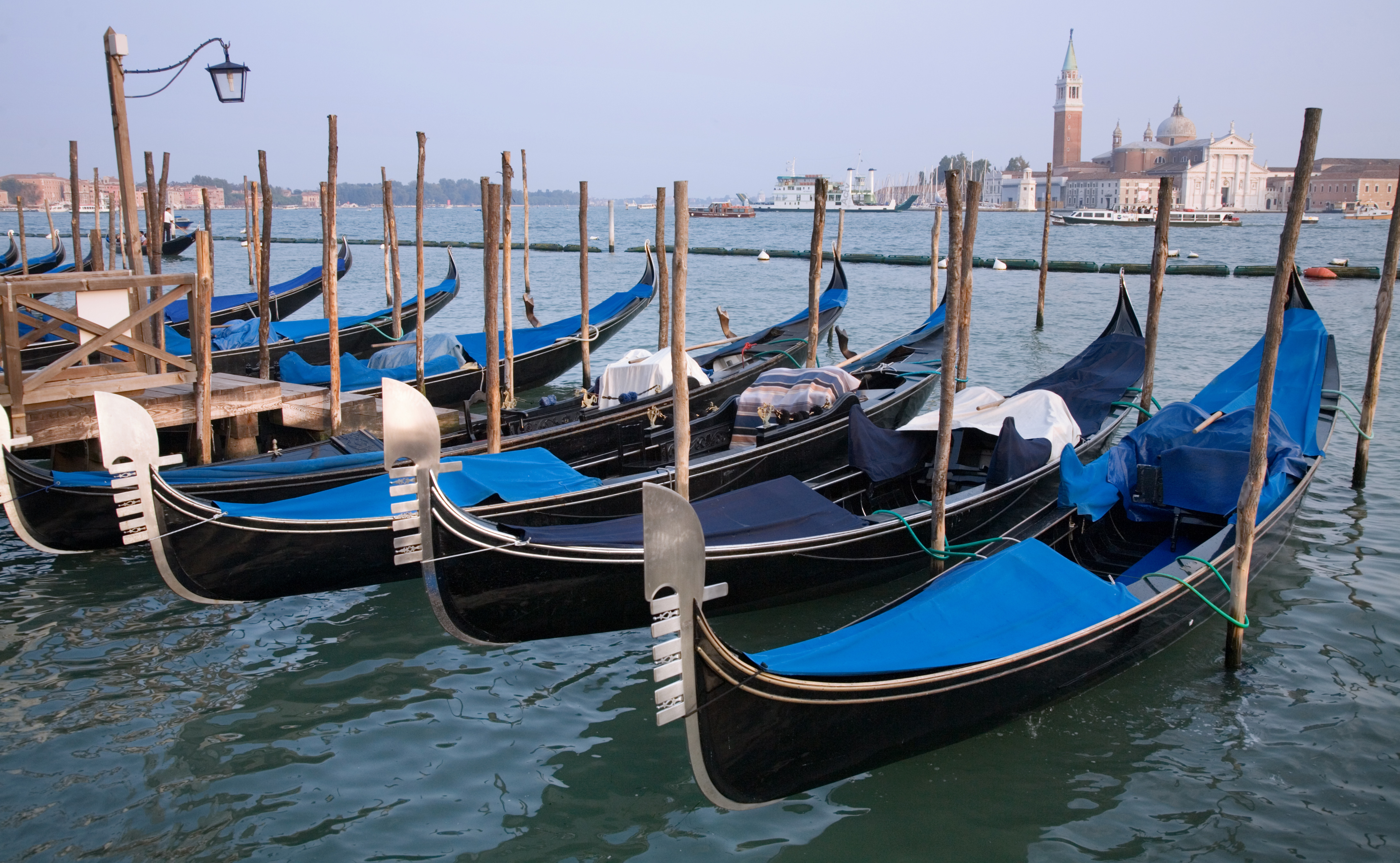
На стоянке

Гондо́ла (итал. góndola) — длинная (около 10 м) и узкая (1,3 м) одновёсельная плоскодонная лодка, с заострёнными и загнутыми вверх носом и кормой. Получила распространение в Венеции (упоминается в источниках с XI в.), где используется до сих пор для развлечения многочисленных туристов.

## История
Гондола являлась главным средством передвижения по каналам города. В конце XVII века стольник П.А. Толстой отмечал в своём дневнике:

В Венецы есть извозничьих лодак, которые называют гундалами, немало тысяч, а все чёрные и покрыты чёрными сукнами, с окончинами великими, и во всяком гундале по одному человеку-гребцу, а на ином и по два человека. И кому куды потребно ехать морем в ближние места от Венецы или в самой Венецы по каналам, то есть по улицам, то в тех гундалах ездят, нанимая их.
— Путешествие стольника П.А. Толстого по Европе (1697—1699)

## Конструкция

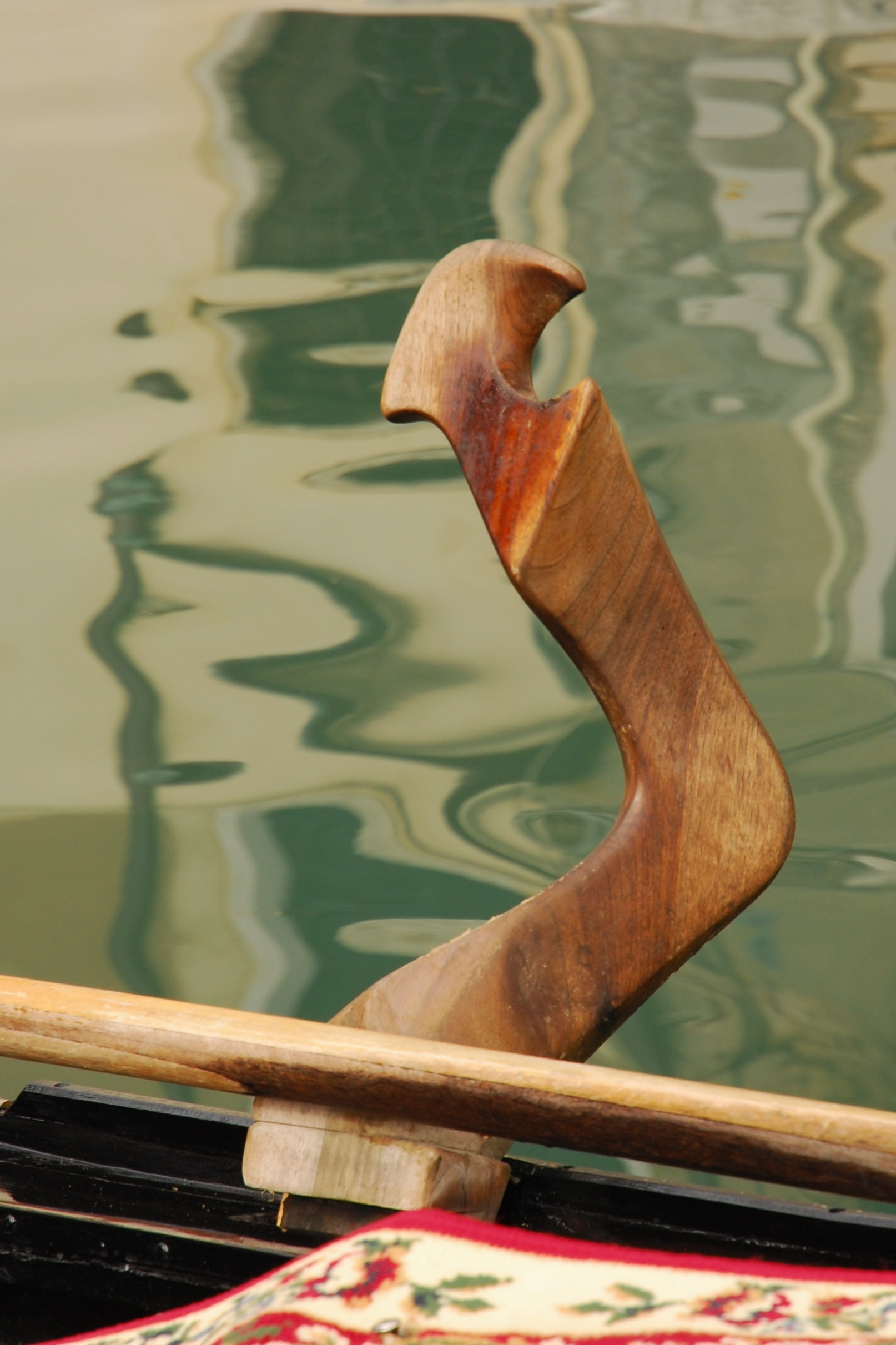
Форкола (уключина)

Размеры и конструкция лодки были регламентированы начиная с XVIII века.
Длина лодки составляет 11,05 метра, ширина 1,4 метра, дно плоское без киля. Масса пустой гондолы — около 900 фунтов (примерно 400 кг). Она имеет асимметричную форму, длина обхвата её левого борта на 23 сантиметра больше правого. Корпус лодки имеет закруглённую форму, нос и корма подняты вверх, чтобы максимально уменьшить площадь контакта с водой и задать гребцу ориентиры направления движения.
Максимальное количество пассажиров составляет шесть человек.
При изготовлении гондолы применяется 9—12 сортов дерева. После изготовления корпус лодки покрывают в несколько слоев специальным чёрным лаком.
У гондолы всего одно весло, исторически это было вызвано узостью каналов, в которых двухвесельные лодки не смогли бы разойтись.
Весло держится в уключине, называемой форкола (итал. fórcola).
На носу гондолы устанавливается особый железный набалдашник — ферро (ferro). Установка ферро преследует несколько целей: железный наконечник защищает нос лодки; служит противовесом стоящему на противоположном конце гондольеру; по нему определяют высоту моста и возможности прохода гондолы под ним. В форме ферро присутствуют шесть выступов, символизирующих шесть районов города.
Допускается наличие съёмного навеса для пассажиров.
Отклонения в конструкции гондолы допускаются только для специальных или церемониальных лодок.
Таковыми являются, например, гондола ди регата (gondola di regatta), предназначенная для участия в соревнованиях, и трагетто (traghetto) — паром, вмещающий до 15 человек и передвигающийся поперек Гранд-канала.
При этом, гондола венецианского дожа — бучинторо — заметно отличалась от всех остальных и имела 12 гребцов.

## Управление

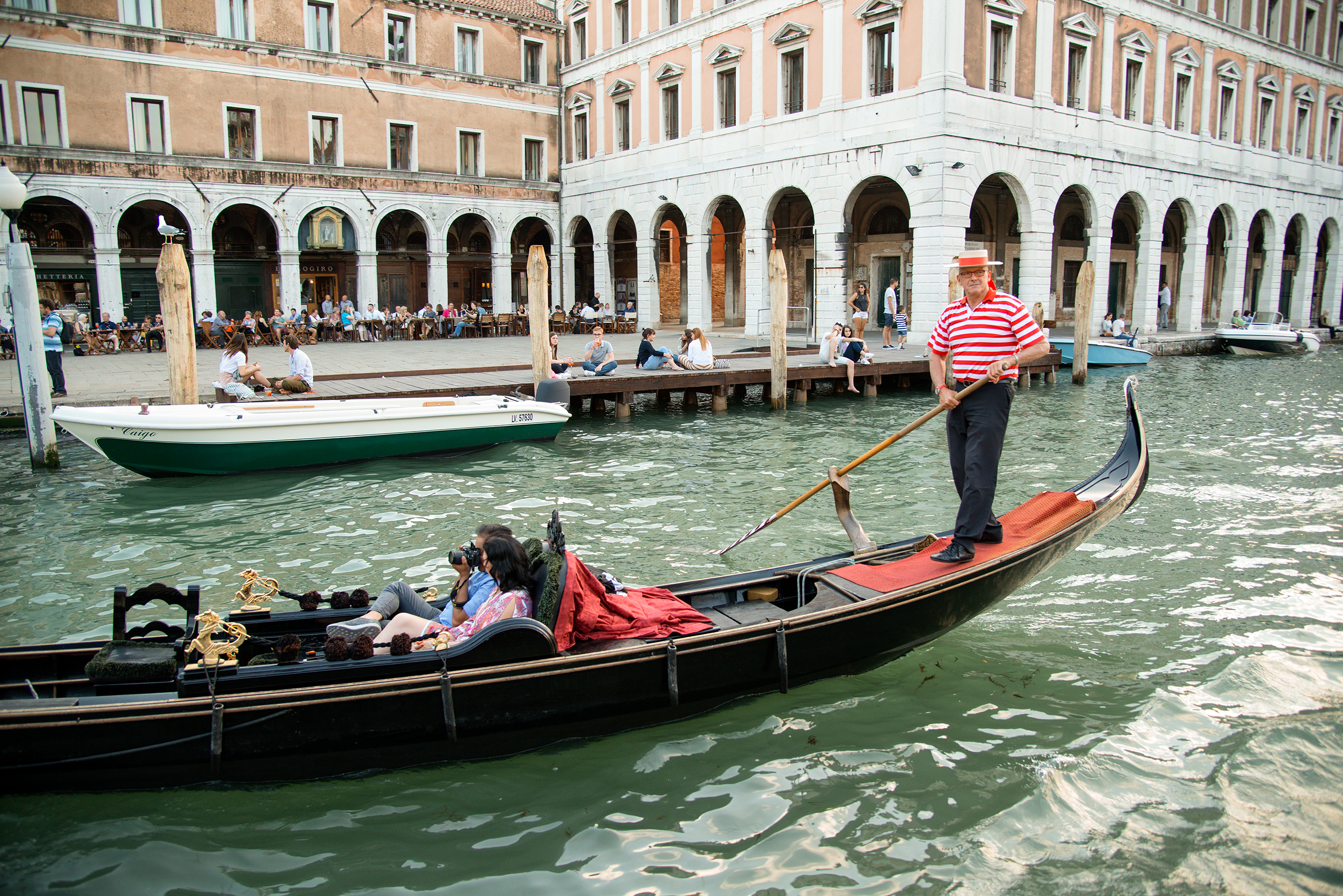
Гондольер

Из-за продольно несимметричнного корпуса гондолы, сопротивление воде по правому борту у неё меньше, чем по левому (лодка стремится повернуть вправо), что позволяет гондольеру плыть прямо, используя только одно весло по правому борту (при гребке лодка стремится повернуть влево). Сам гондольер стоит на корме ближе к левому борту, лицом вперёд по направлению движения. Во время гребка гондольер не тянет ручку весла к себе, как это обычно делается, а наоборот, отталкивает её от себя. Кроме того, веслом осуществляется руление лодкой.
Различные положения весла на уключине позволяют гребцу
двигаться вперёд и назад, поворачивать и замедлять ход.

## Гондольеры
Лицензии на данную работу могут передаваться по наследству от отца к сыну (с 2006 года и без наследования), вследствие чего попасть в число гондольеров человеку со стороны непросто. Официально сообщество гондольеров было зарегистрировано в городе в 1868 году. Всего в Венеции зарегистрировано ровно 425 гондольеров. Это число строго регламентировано — не больше, не меньше. Они должны знать историю города, морское дело, иностранный язык и должны пройти вступительный экзамен. Брюки на них должны быть традиционные, в частности чёрного цвета, головной убор — в виде канотье (от фр. canotier — гребец) вошёл в моду у гондольеров в начале XX века. Работу они начинают с 9 утра и трудятся до последнего клиента.
Этой профессии не занимать романтизма, недаром у гондольеров есть даже особый вид песен, называемых баркарола (от итал. barca — «лодка»).
В 2009 году в Венеции появилась первая женщина — лицензированный гондольер.

## Соревнования
Ежегодно в первое воскресенье сентября в Венеции проводится Историческая регата (Regata Storica). Перед соревнованиями проводится парад гондол. После парада проводится соревнование гондольеров. Дистанция гонки составляет 7 километров. Каждый остров или район считают своим долгом выставить лодки на соревнование.

## Произношение слова

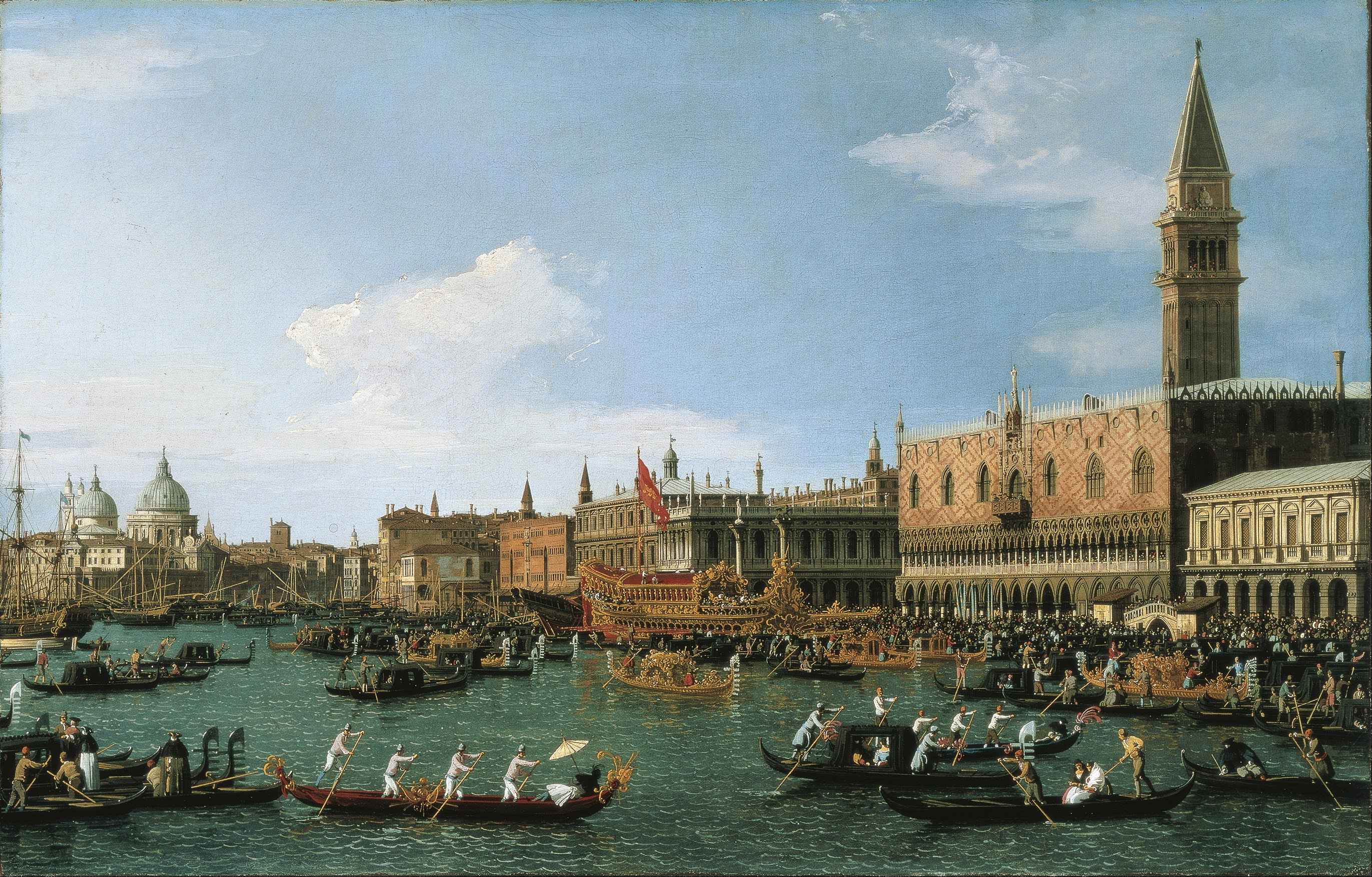
Гондолы (чёрного цвета) и лодки бучинторо. Картина худ. Каналетто, 1745—1750 гг.

В русском языке слово гондола традиционно произносится с ударением на второй слог: гондо́ла. До начала XX века в русской литературе преобладало ударение на первый слог: го́ндола. По одной из версий, переход к традиционному варианту произношения произошёл под влиянием русских поэтов XIX века, изменивших ударение так, чтобы слово рифмовалось со словом баркарола:

…Студеная вечерняя волна

Едва шумит под веслами гондолы

И повторяет звуки баркаролы.
 — М. Ю. Лермонтов. Из стихотворения «Венеция» (1830—1831 гг.)
Классическое произношение слова го́ндола используют гиды российского туристического бизнеса, имеющие отношение к Италии. По их мнению, в Венеции это слово уместнее произносить так, как оно звучит в оригинале, то есть с ударением на первый слог.